# Henning Alexander von Kleist (General, 1707)

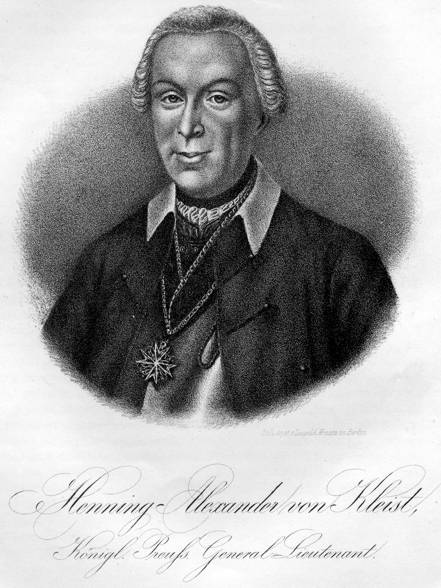
Henning Alexander von Kleist

Henning Alexander von Kleist (* 4. Juni 1707 in Raddatz; † 20. Januar 1784) war ein preußischer Generalleutnant und Chef eines Füsilierregiments. Er war Ritter des Ordens Pour le Mérite und Erbherr der Güter Juchow, Zammenz und Falkenhagen sowie Gouverneur der Zitadelle Spandau.

## Leben

### Herkunft
Seine Eltern waren Georg Jürgen von Kleist (1674–1743) aus dem Hause Raddatz und dessen Ehefrau Maria Katharina, geborene von Kleist (1676–1753).

### Karriere
Sein Onkel mütterlicherseits Henning Alexander von Kleist nahm ihn am 24. Februar 1721 als Kadett mit in sein Infanterieregiment „Alt-Anhalt“. Da sein Onkel aber noch im gleichen Jahr entlassen wurde, kam er im November 1721 in das Berliner Kadettenhaus. Dort wurde er am 6. September 1724 entlassen und als Fahnenjunker im Regiment „von Glasenapp“ angestellt. Am 24. Januar 1726 wurde er von König Friedrich Wilhelm I. als Freikorporal in sein „Königsregiment“ nach Potsdam geholt (er tauschte mit einem Herren von Heyden). Am 24. Januar 1730 wurde er Fähnrich im Regiment und 1735 Sekondeleutnant. Mit dem Amtsantritt von Friedrich II. dem Großen wurde er als ältester Premierleutnant in das III. Garde-Bataillon versetzt.
Am 24. Mai 1741 wurde er zum Stabshauptmann befördert. Als solcher kämpfte er auch im Ersten Schlesischen Krieg. Am 30. März 1743 bekam er seine Kompanie im „Regiment Groeben zu Fuß“. Im Zweiten Schlesischen Krieg war er 1744 bei der Belagerung von Prag dabei, sowie den Kämpfen bei Habelschwerdt, Katholisch-Hemmersdorf, Hohenfriedberg und Soor.
Henning Alexander machte in seinem Regiment weiter Karriere. Am 7. Juli 1756 wurde er Major und 1758 Regimentskommandeur, das sich mittlerweile „Thadden zu Fuß“ nannte. Im Siebenjährigen Krieg kämpfte er in der Schlacht bei Groß-Jägersdorf (1757) und Schlacht bei Zorndorf (1758). 1759 kämpfte er vor allem in Pommern und Mecklenburg, 1761 in Sachsen und Schlesien und 1762 in Schlesien. In den Kämpfen bei Adelsbach und Böhmisch-Friedland konnte er sich auszeichnen und wurde für seinen Mut bei Sturm auf Leutmannsdorfer Anhöhe während der Schlacht bei Burkersdorf mit dem Orden Pour le Mérite ausgezeichnet.
Am 16. Februar 1760 wurde er zum Oberstleutnant und am 6. Februar 1761 zum Oberst befördert. Am 16. Juni 1766 übernahm er das Füsilierregiment „Münchow“. Am 9. Juli 1767 wurde er zum Generalmajor sowie am 6. April 1778 zum Generalleutnant befördert. Er bat seines Alters wegen um Entlassung, die wurde am 9. Juli 1780 gewährt. Zur Versorgung wurde er noch Gouverneur der Zitadelle Spandau, ein Amt, das er bis zu seinem Tod behielt.

### Familie
Er war mit Charlotte Christine von Kleist (1725–1765), Tochter des Generalleutnants Franz Ulrich von Kleist verheiratet. Das Paar hatte folgende Kinder:
- Friedrich Carl Ulrich (1749–1757)
- Marie Sophie Charlotte ⚭ 1767 NN von Buttler
- Hans Alexander Ernst (*/† 1751)
- Christine Louise Amalie (1753–1765)
- Anna Catharina Elisabeth (1756–1823) ⚭ 27. Februar 1775 Jacob Georg Gottlieb von Puttkamer (1748–1823)
- Alexandrine Wilhelmine Ernstine (*/† 1765)

Nach dem Tod seiner ersten Frau heiratete er 1766 Ursula Louise von Kunheim (1732–1812). Sie war die Witwe von Felix Andreas von Below (1707–1755) und Tochter des Kriegsministers Johann Dietrich von Kunheim. Das Paar hatte folgende Kinder:
- Marie Albertine Louise Eleonore (1768–1836) ⚭ 23. November 1792 Philipp Wilhelm Heinrich von Borcke (1757–1824)
- Friederike Ernstine (1770–1834) ⚭ 5. April 1799 Friedrich Wilhelm Christian von Westphalen
- Louise Alexandrine (1771–1847) ⚭ 31. Mai 1813 NN von Kosnicki (Koschnitzky)